# Imre Lichtenberger Bozoki
Imre Lichtenberger Bozoki (Imre LB) ist ein österreichischer Komponist, Trompeter, Theatermusiker und Regisseur.

## Leben
Geboren als Sohn ungarischer Eltern in Novi Sad, Serbien, als Imre Bozsòki. Er lebt seit 1999 in Österreich. Lichtenberger Bozoki studierte Jazztrompete an der Universität für Musik und Darstellende Kunst in Graz. Er arbeitete als Trompeter u. a. für das Sandy Lopicic Orkestar, The Base, Marina Zettl, Saedi, Gustav.
Nach dem Studium arbeitete er als Bühnenmusiker am Schauspielhaus Graz und am Wiener Volkstheater. Anschließend übernahm er Kompositionen und Musikalische Leitungen für das Burgtheater Wien, Volkstheater Wien, Krétakör, Schauspielhaus Düsseldorf, Staatstheater Stuttgart, Theater im Bahnhof, Oldenburgisches Staatstheater,Landestheater Tirol, uniTcontner (Graz), Forum Stadtpark die Shakespeare Festspiele Rosenburg, KosmosTheater, Landestheater Niederösterreich und Mozarteum Salzburg.
Während seiner Laufbahn arbeitete er mit zahlreichen Regisseuren zusammen, u. a. Niklaus Helbling, Amèlie Niermeyer, Árpád Schilling, Stefan Bachmann, Wojtek Klemm, Gil Mehmert, Christine Eder, Ed. Hauswirth, Helmut Köpping, Michael Schottenberg, Tanja Witzmann, Monika Klengel, Robert Gerloff, Sandy Lopičić, Sara Ostertag, Sanja Frühwald, Kathrin Herm, Joachim Gottfried Goller.
Seit 2006 bildet er mit Moritz Wallmüller und Tim Breyvogel das Künstlerkollektiv NOTWORK, das zahlreiche Projekte im Bereich Film, Theater und Musik realisiert hat.
Imre Lichtenberger Bozoki lebt mit der Schauspielerin Suse Lichtenberger und drei gemeinsamen Kindern in Wien.

## Aktuell
- „Sonne“ (Elfriede Jelinek), Regie: Joachim Gottfried Goller, Westfälische Kammerspiele, Premiere März 2024[1]
- „Der Spielverderber“ (Veronika Mauer), Düsseldorfer Schauspielhaus,  Regie: Robert Gerloff, Premiere 26.06.2024[2]
- „Der Impressario“ (Goldoni), Regie: Robert Gerloff, Oldenburgisches Staatstheater, Premiere 04.05.2024[3]
- SOUNDTRACK für den Dokumentarfilm „Die guten Jahre“, Regie: Reiner Riedler, 2024[4]
- „Onkel Wanja“, Čehov, Regie: Amèlie Niermeyer, Theater an der Josefstadt, Premiere 14. Oktober 2024[5]
- "Warum bricht mein Knie gerade Jetzt"- eine Körperoper. Premiere 16.01.2025, Kristallwerk Graz
- "Die Kahle Sängerin" (Eugène Ionesco), Regie: Joachim Gottfried Goller, Schauspiel Wuppertal, Premiere 23.05.2025[6]
- Sin City, oder die bitteren Tränen der Edith Lot, Regie: Imre Lichtenberger Bozoki und Suse Lichtenberger, Schäxpir Festival, Premiere Juni 2025

## Theatermusik als Komponist und Musikalischer Leiter (Auswahl)

### Burgtheater
- „Meister und Margarita“ (M. Bulgakov), Regie: Niklaus Helbling, Akademietheater, 2006/07
- „Haus des Richters“ (Dimitré Dinev), Regie: Niklaus Helbling, Akademietheater, 2007
- „ Ende gut, alles gut“ (Shakespeare), Regie: Niklaus Helbling, Akademietheater, 2008
- „Nur Nachts“ (Sibylle Berg), Regie: Niklaus Helbling, Akademietheater, 2010
- „Der Boxer oder die zweite Luft von Hans Orsolics“ (Franzobel), Regie: N. Helbling, Burgtheater im Kasino, 2011
- „Eswind/Hideg Szelek“ (Árpád Schilling, Eva Zabezsinsky), Regie: Árpád Schilling, Akademietheater, 2016

### Volkstheater
- „Dreigroschenoper“ (B. Brecht), Regie: Michael Schottenberg, 2011
- „Bon Voyage“, Regie: Rupert Henning, 2012
- „Woyzeck“ (Büchner/Brennan/Waits/Wilson), Regie: M. Schottenberg, 2013
- „Die Rote Zora“ (Kurt Held), Regie: Robert Gerloff, 2018
- „Verteidigung der Demokratie“, Politshow mit Musik, Stück und Regie Christine Eder, 2018
- „Royava“ (Ibrahim Amir), Regie: Sandy Lopičić, 2019
- „Der gute Mensch von Sezuan“ (B.Brecht),  Regie: Robert Gerloff, 2019

### Krétakör
- „A Csillàgasz àlma“, Regie: Arpad Schilling, Müveszetek Völgye Fesztival, 2006
- „Pesti Esti“, Regie: Làng Annamària,2007
- „The Party“, Regie: Arpad Schilling, 2014
- „Luzer“, Regie: Arpad Schilling, 2014

### Theater im Bahnhof
- „Europa-Europa“, Regie: Ed Hauswirth/Helmut Köpping, 2009
- „Graz, Alexanderplatz“, 2012
- „Polizei Graz. Eine ALL-Inclusive Erfahrung“ (Pia Hierzegger), Regie: Monika Klengel, 2018
- „Abschlussgala Graz Kulturjahr 2020“, Regie: Monika Klengel, Kasematten, 2021

### VRUM Performing Arts Collective
- „Tiger Lilien“, Regie: Sanja Tropp Frühwald, Dschungel Wien, 2018
- „Lover´s Disco(urse)“, Regie: Sanja Tropp Frühwald, Dschungel Wien, 2021
- „Das Leben macht mir keine Angst“, Regie: Sanja Tropp Frühwald, Dschungel Wien, 2023[7]
- „Die große Wörterfabrik“,(nach Agnès de Lestrade), Regie: Sanja Tropp Frühwald, Theater und Philharmonie Essen, 2023[8]

### Theater an der Josefstadt
- „Kirschgarten“, Čehov, Regie: Amèlie Niermeyer, 2019
- „Anna Karenina“, Tolstoi, Regie: Amèlie Niermeyer,[9] 2022
- „Der zerbrochene Krug“, Heinrich von Kleist, Regie: Amèlie Niermeyer, 2023[10]

## Regie
- „Familie Tot“(Tòtèk), Örkèny Istvàn, OFF Theater, 2016
- „Zucker Büstenhalter“, Zyta Rudzka, OFF Theater, 2017
- „HORSES“, Johannes Schrettle, Werk X am Petersplatz, Premiere Oktober 2022

## Musik Veröffentlichungen
- Lieder aus der Proletenpassion, 2016
- Jason Neustart „sofort beenden“, phonector, 2005
- Imre LB & East Rodeo „ mosaic“, phonector, 2005
- Soundtrack für PestiEsti (Kretakör Szinhaz), 2008
- Als Gast auf „Exhale“ von Saedi, 2011
- Als Gast auf „Thin Ice“ von Marina Zettl, 2012
- Produzent der CD „Mitteschichtsjunge“ von Uwe Dreysel, 2014
- Roumänisches Roulette (von und mit Mercedes Echerer)